# ブルース・シャオユー・リウ
ブルース・シャオユー・リウ（英語: Bruce Xiaoyu Liu、簡: 刘晓禹、繁: 劉曉禹、1997年5月8日 - ）は、中国系カナダ人のピアニスト。第18回ショパン国際ピアノ・コンクール優勝者。

## 経歴
1997年5月8日、フランスのパリに生まれる。中国人の両親は離婚し、4歳の時に芸術家の父親とカナダへ移住する。
幼い頃趣味で一人で電子ピアノを弾いていた。8歳の時にウォニー・ソンに習い始める。2011年からモントリオール音楽院でリチャード・レイモンドに師事し、2018年に卒業した。現在はモントリオール大学でダン・タイ・ソンに師事している。
15歳の2012年、モントリオール交響楽団が開催するコンクール（OSM Competition）のピアノ部門でグランプリを受賞し、この頃からプロのピアニストを本格的に目指すようになった。2015年、ヨーロッパ賞を受賞。2016年、第6回仙台国際音楽コンクールのピアノ部門で第4位に入賞。
2021年10月、第18回ショパン国際ピアノコンクールで優勝。同コンクールでは史上初めてファツィオリのピアノを選択して優勝した。コンクール後の11月には来日し、東京でNHK交響楽団と共演、リサイタルも行った。また、コンクールでのライブ録音を収録したアルバムがドイツ・グラモフォンからリリースされることになった。

## 人物
出生名は「シャオユー・リウ（Xiaoyu Liu）」だが、2020年、ファーストネームに「ブルース（Bruce）」を付け加えた。リウは、「シャオユー」の発音は多くの人にとって困難だろうと考えたのと、ブルース・リーが好きだからとの理由でこれを付け足したのだという。また、昔からブルース・リーに似ていると言われていたからだ、とも語っている。ただ名前の表記は、Xiaoyu LiuやBruce Xiaoyu Liu、Bruce (Xiaoyu) Liu、Bruce Liuと様々であり、切実な問題を抱えている。
尊敬しているピアニストは、アルトゥーロ・ベネデッティ・ミケランジェリとキース・ジャレット。趣味は、カートレースと水泳、映画鑑賞、早指しチェス。

## ディスコグラフィー
- ブルース・リウ 第18回ショパン・コンクール優勝者ライヴ（2021年11月19日、ドイツ・グラモフォン）